# Гурняк Віктор Петрович
Ві́ктор Петро́вич Гу́рняк (псевдо «Гарт», «Гартік», позивний в Айдарі «Олігарх»; 8 червня 1987, с. Городниця Гусятинського району Тернопільської області — 19 жовтня 2014, Сміле Слов'яносербського району Луганської області) — український фотокореспондент, боєць 24-го батальйону територіальної оборони «Айдар», пластун. Загинув, боронячи Україну в російсько-українській війні. Герой України.

## Життєпис

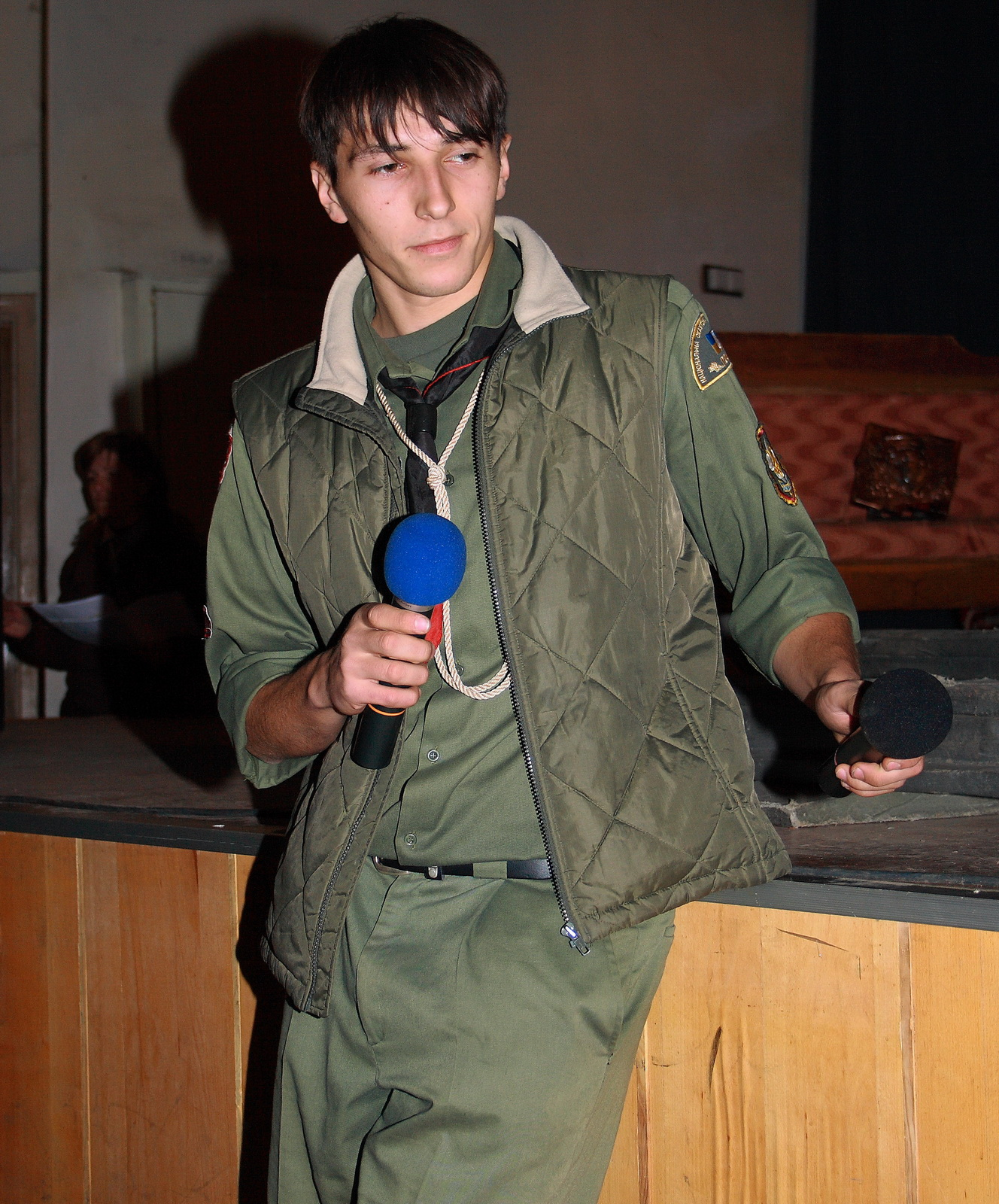
Бунчужний Віктор Гурняк на «Орликіаді-2007»

### Навчання

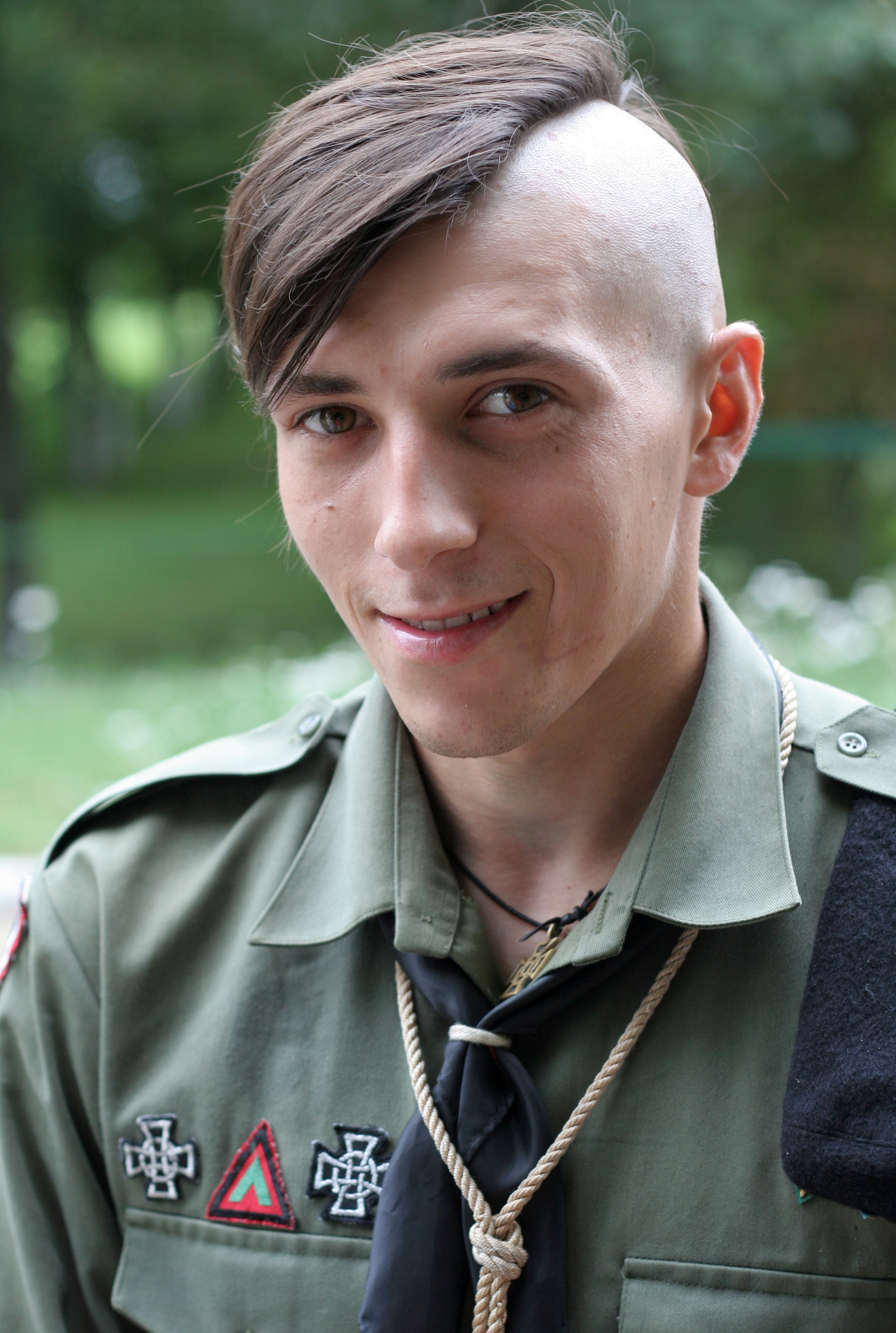
У пластовому однострої під час табору «Легіон» у Волинській області, 17.08.2008

Навчався у 27-й загальноосвітній школі в Тернополі, згодом у Технічному коледжі Тернопільського національного технічного університету імені Івана Пулюя.

### Робота
Працював у газеті «20 хвилин» (Тернопіль), редагував пластовий часопис «Цвіт України». У 2004—2005 роках був прес-секретарем партії «ПОРА» в Тернопільській області.

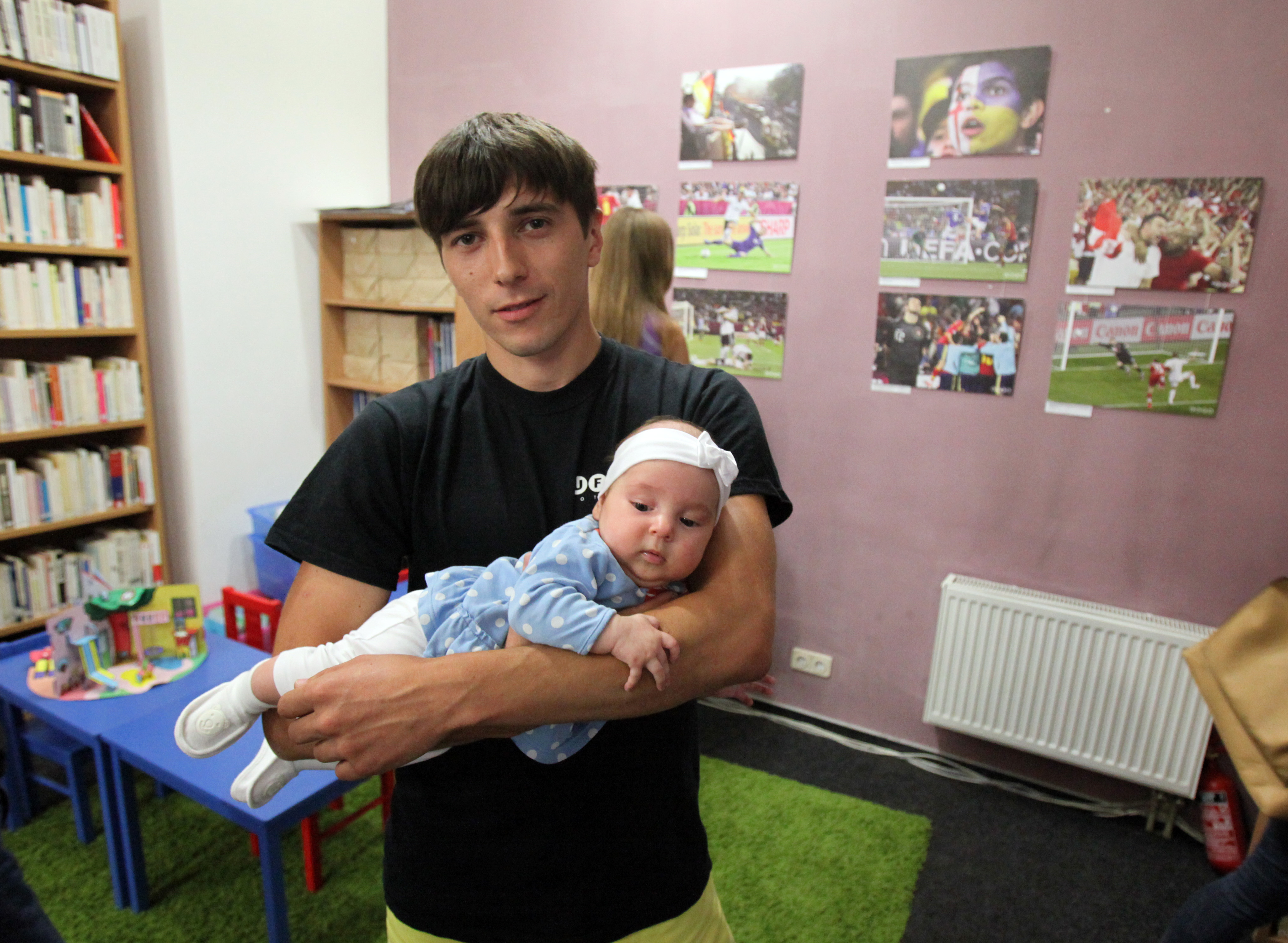
Віктор Гурняк з донькою Юстиною на відкритті фотовиставки «ЄВРО-2012 крізь призму LUFA» у м. Львові, 2.08.2012

### Родина
Разом із дружиною Іриною проживав у Львові, виховував доньку Юстину.
У 2020 році Юстині Гурняк присвоєно виплату стипендії від Президента України Володимира Зеленського.

### У Пласті
До Пласту вступив у 14 років. Належав до гуртка «Сірі вовки», що входив до куреня ч. 29 ім. Юрія Старосольського. У 2004 році став одним із співзасновників та першим курінним куреня ч. 77 ім. Івана Гавдиди. Згодом стає членом 15 куреня УСП «Орден Залізної Остроги» ім. Святослава Завойовника.
Виховував юнацький гурток «Орли». Був заступником із виховної роботи станичного та окружного пластового проводу. Керував інформаційною ділянкою в Тернопільському Пласті. Організатор багатьох акцій та комендант крайового (всеукраїнського) табору «Легіон-11».

### У ФРІ
У 2005 році став засновником і першим головою Тернопільського осередку ВМГО «ФРІ».

### В АТО
Як волонтер упродовж останніх місяців Віктор Гурняк збирав кошти і закуповував необхідні речі, допомагав із транспортуванням і самостійно доправляв вантажі, забезпечуючи необхідним спорядженням бійців «Айдару» та інших батальйонів у зоні АТО. У липні став співзасновником військово-патріотичної організації «Український легіон». У вересні пішов служити добровольцем до батальйону «Айдар».
Загинув о 10:10 ранку 19 жовтня 2014 від мінометного снаряду, коли під обстрілом вивозив поранених у районі 32-го блокпосту поблизу селища Сміле Слов'яносербського району Луганської області.

### Прощання
21 жовтня з Віктором Гурняком прощався Тернопіль: спочатку сотні тернополян зустріли траурний кортеж при в'їзді до міста, далі прощання в будинку, де мешкав багато років, увечері — поминальна літургія в Архікатедральному соборі УГКЦ.

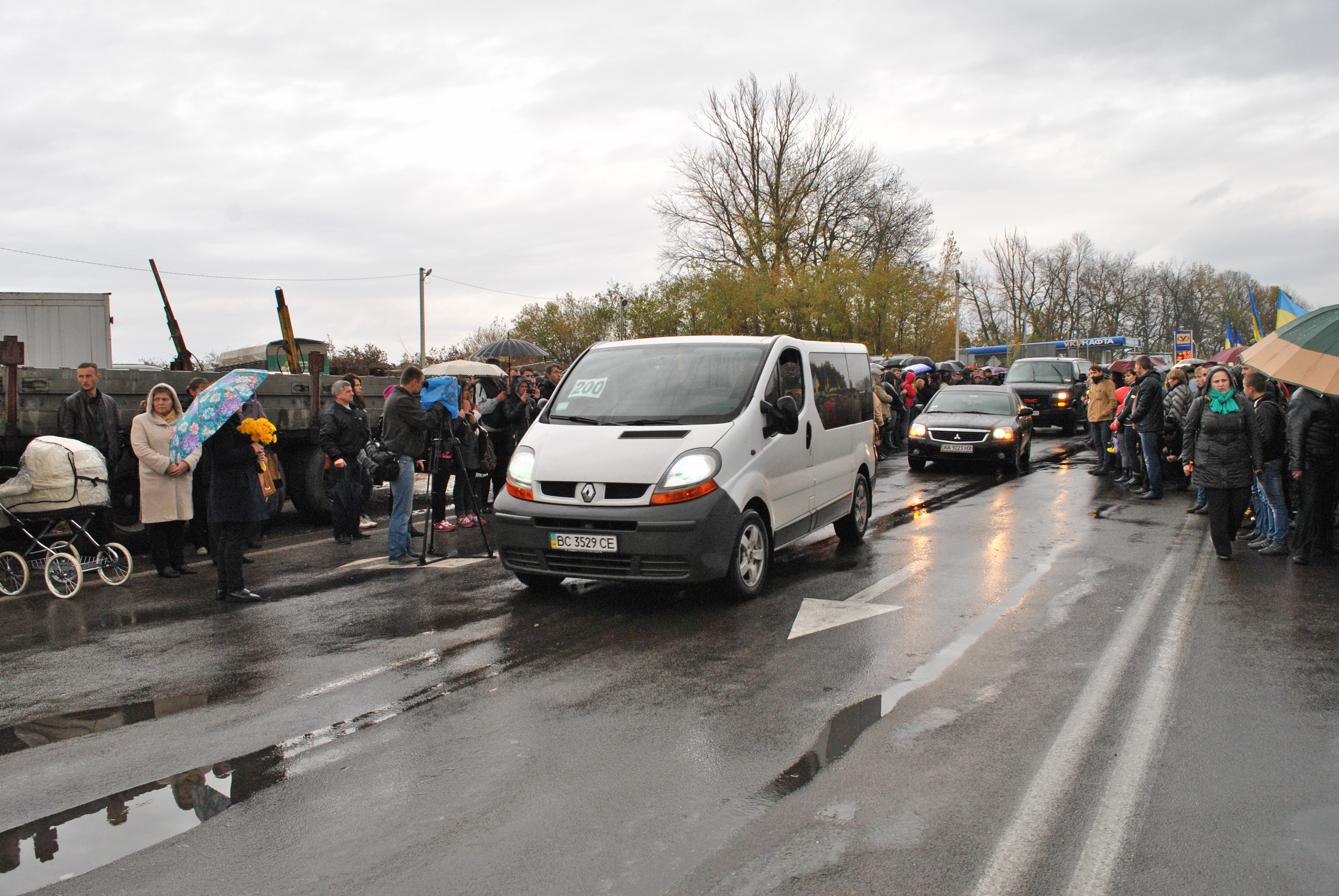
Зустріч похоронного кортежу на в'їзді до Тернополя
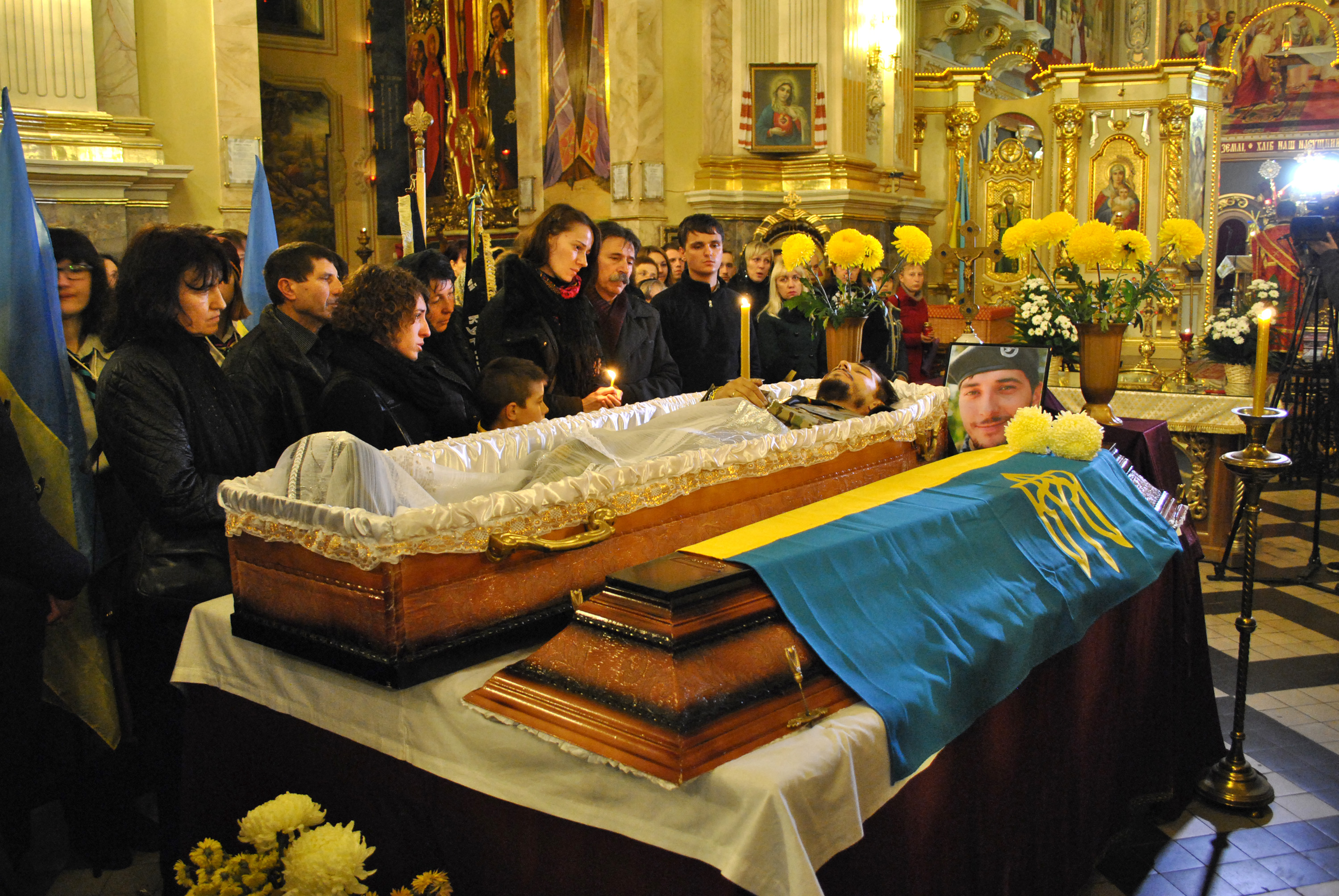
Скорботна родина
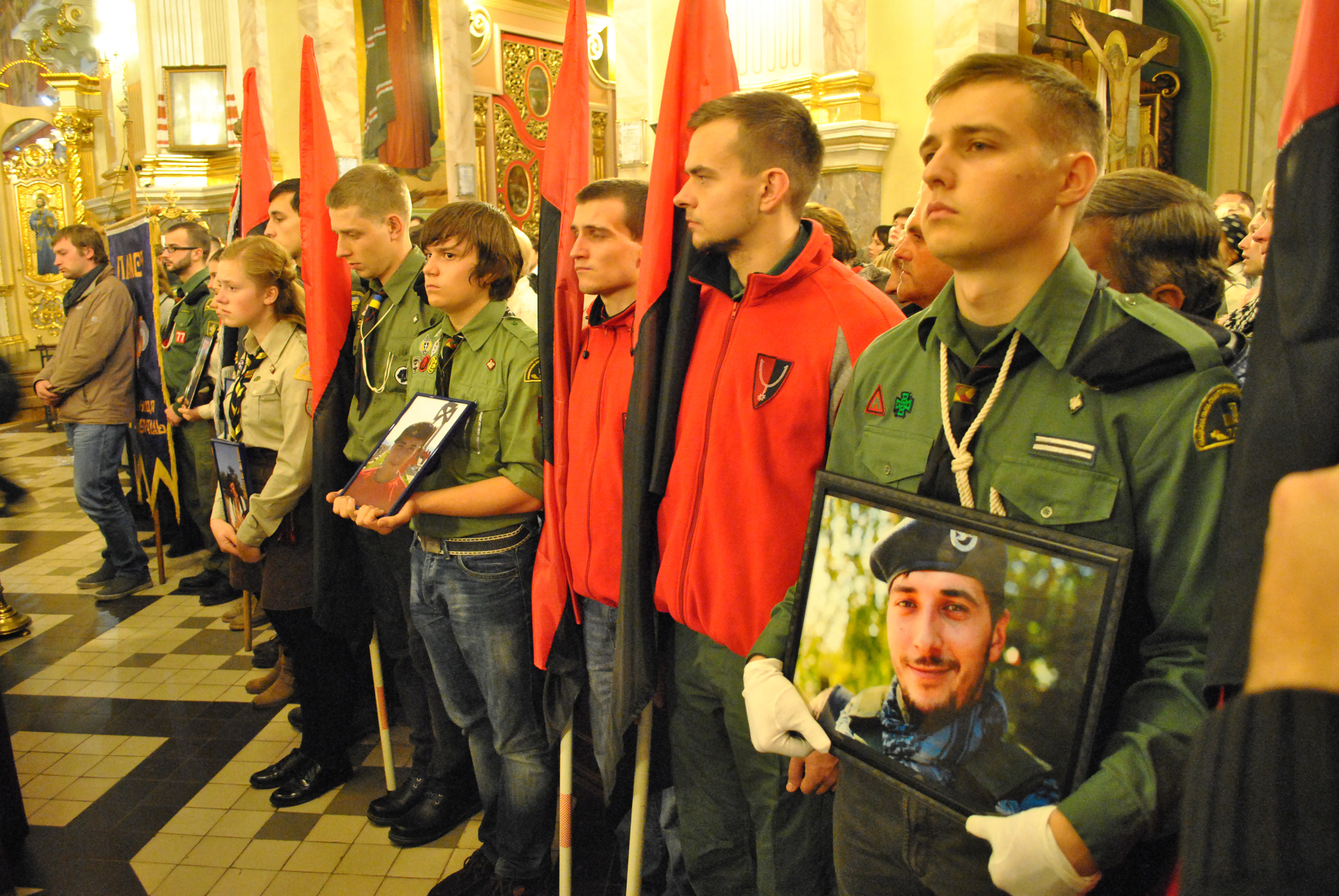
Товариші-пластуни
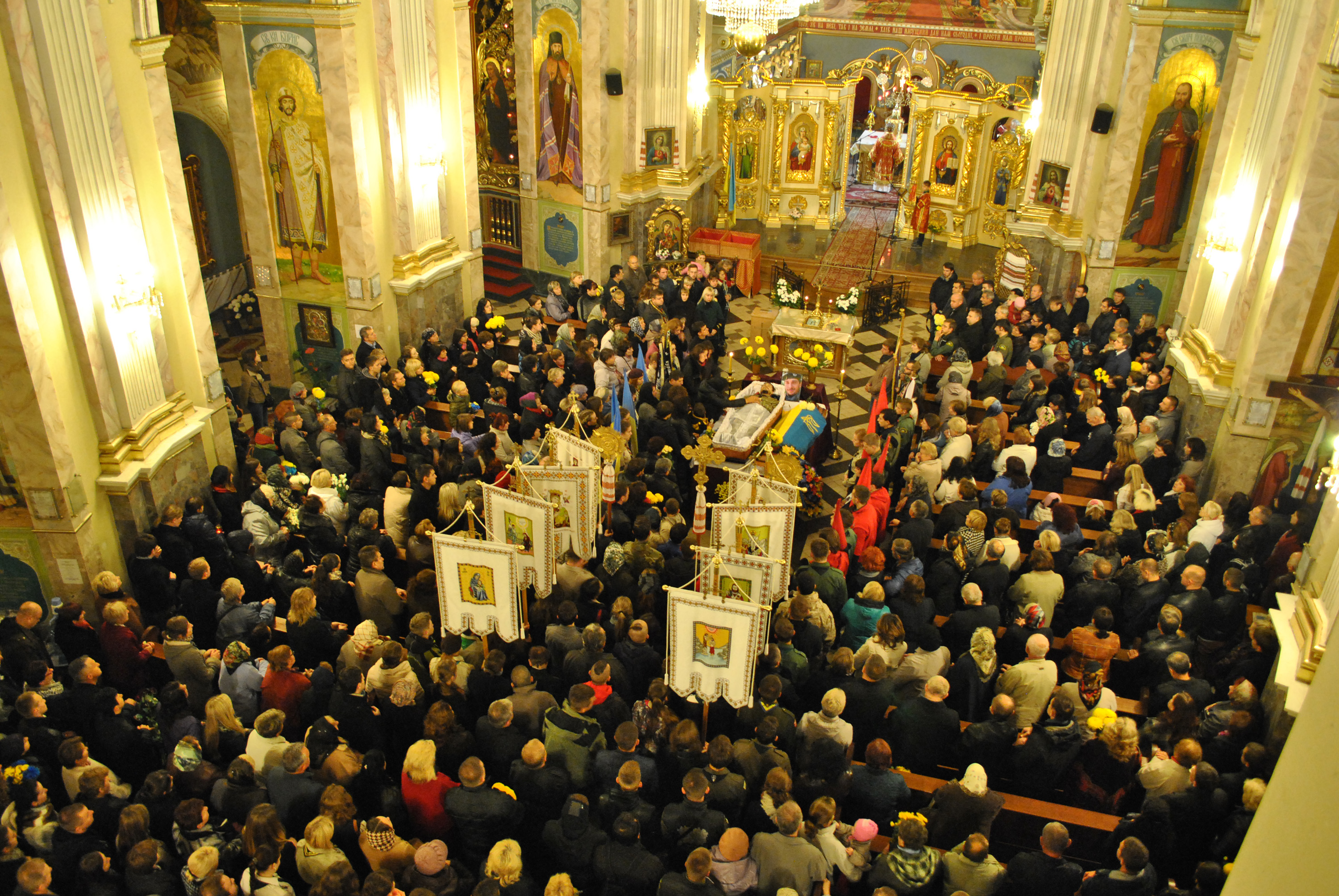
Велелюдна панахида
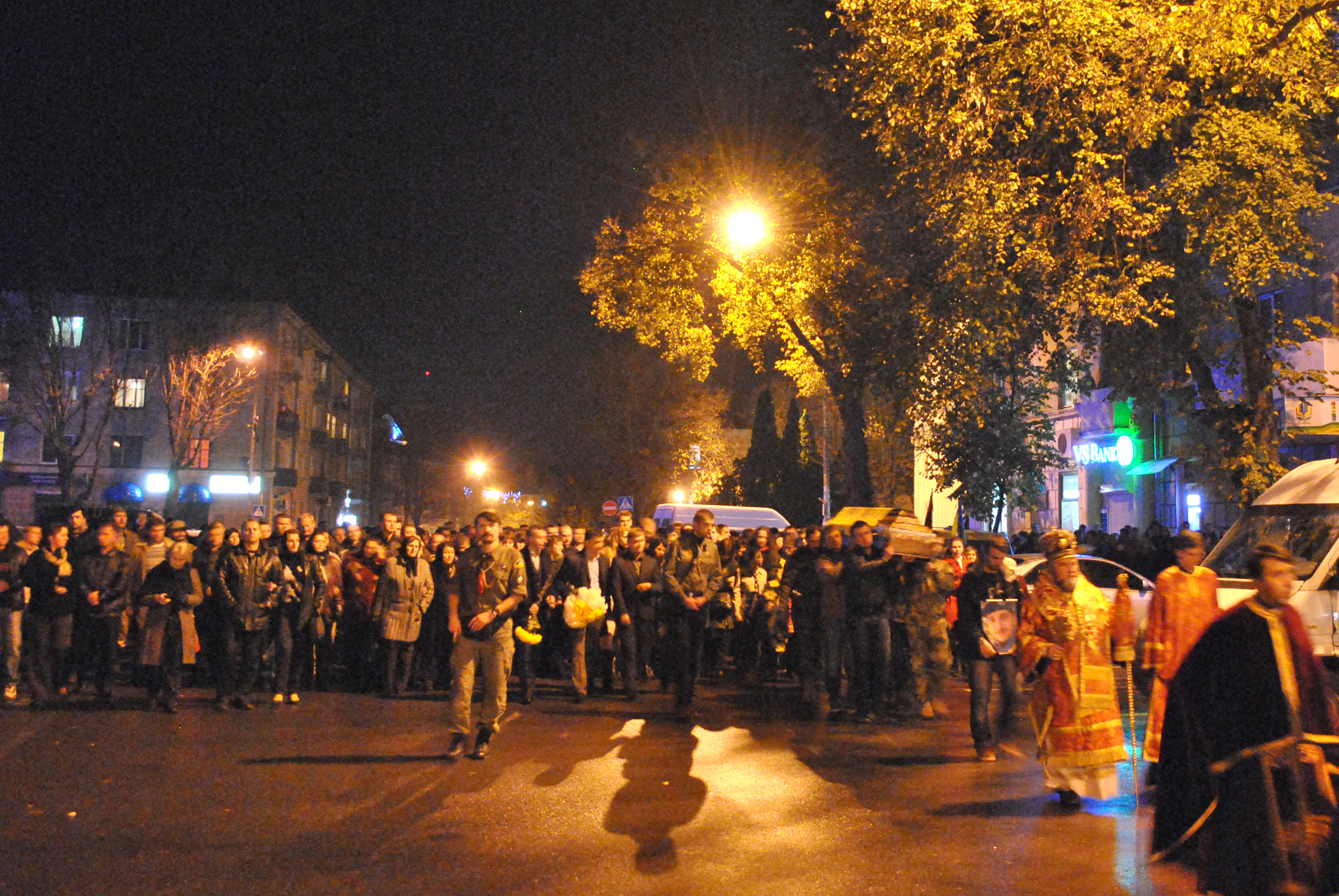
Прощальний хід від Архікатедри
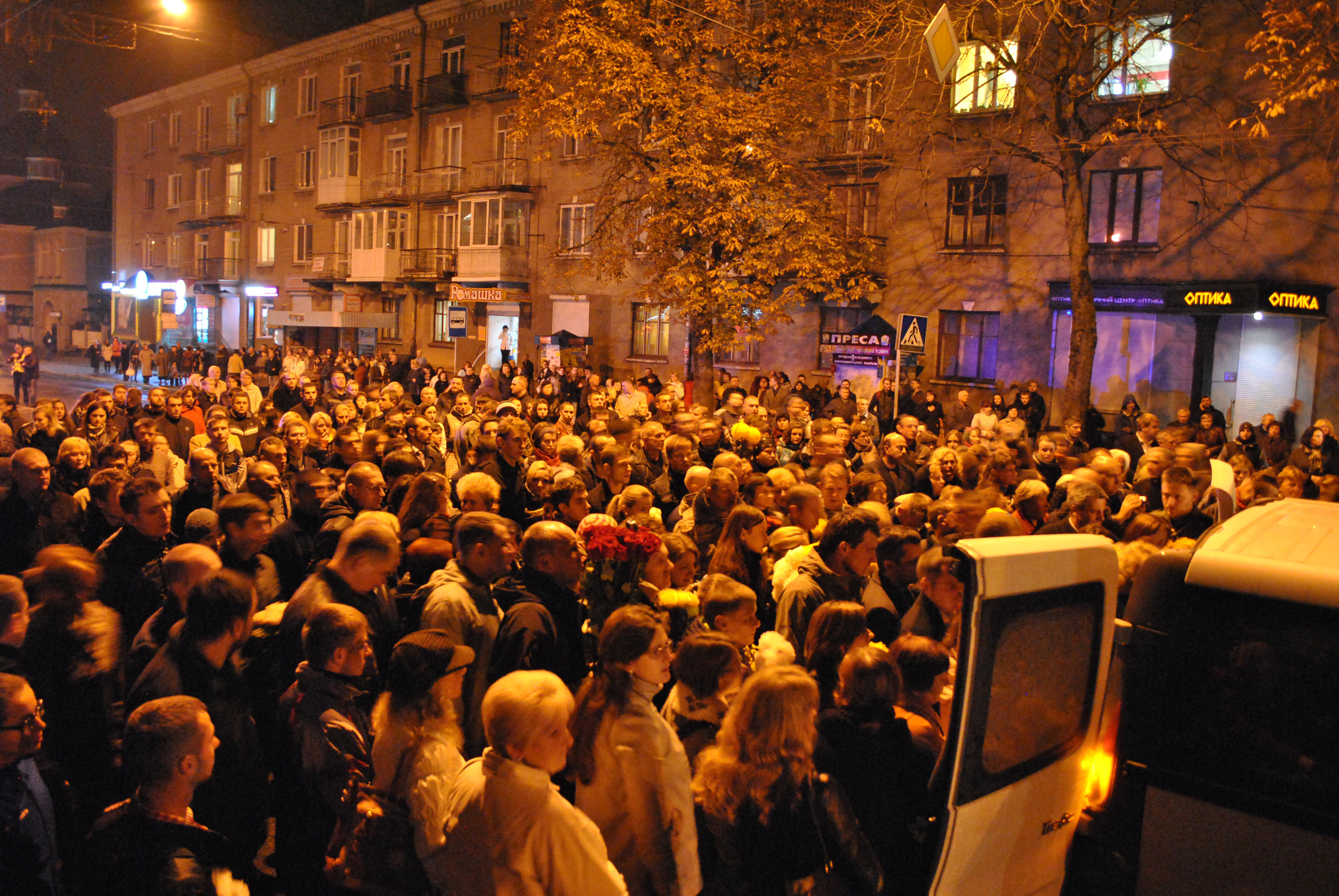
«Слава!» і квіти, як останній дар від тернополян

 Вікісховище має мультимедійні дані за темою: Прощання з Віктором Гурняком у Тернополі
22 жовтня у львівському храмі святих апостолів Петра і Павла відбулася заупокійна літургія. Похований на Личаківському кладовищі у Львові біля пам'ятника Пласту на Меморіалі Української Галицької армії. Кілька тисяч людей зібралось, аби провести його в останню путь. Генеральний секретар Головної Пластової Булави Назар Зелінка посмертно нагородив героя найвищою пластовою відзнакою — Залізним пластовим хрестом — «За заслуги у національній визвольній боротьбі з утвердження Української держави».

## Творчість

### Фотосправа
Фотосправою захопився з дитинства, коли батько купив ФЕД-5, професійно — з 2004 року, друкувався в тернопільських виданнях. У 2007 випадково став свідком пожежі на Ай-Петрі. Ці фото потрапили у світлини ТОП-тижня, їх вперше опублікували рейтингові українські видання, у тому числі й УНІАН. Відтоді співпрацював із цим інформагентством. Для Reuters почав фотографувати під час епідемії грипу восени 2009 року.
Співзасновник фотоагентства LUFA [Архівовано 21 жовтня 2014 у Wayback Machine.], з грудня 2013 року також співпрацював з інтернет-виданням «Insider» [Архівовано 29 січня 2015 у Wayback Machine.]. Готував репортажі із зимового Євромайдан

### Кіно
Знявся у відеокліпі «Тартака» та «Нічлави» «Не кажучи нікому» (2007) в ролі Повстанця у вишиванці, який загинув у 1943 році в бою під Загоровим, боронячи рідну землю від загарбників. Чимало його товаришів та журналісти проводять аналогію цієї ролі з реальним життям Віктора Гурняка в останні місяці, коли він (уже в реальному житті) боронив рідну землю від загарбників на східних теренах України.
У документальному фільмі Тараса Химича «Золотий вересень. Хроніка Галичини 1939—1941» (2007) зіграв епізодичну роль повстанця..
Режисер кліпу (відео — Іван Довганик) на пісню Сашка Положинського «Мій Лицарський Хрест» (написана на пластовому таборі «Легіон» у 2008 році).

### У Вікіпедії
Зареєстрований на Вікіпедії, як Gartik, хоч і не був активним дописувачем.

### Виставки
Роботи Віктора Гурняка є на фотовиставці на паркані будинку Профспілок (Майдан Незалежності) у Києві.
У Варшаві під патронатом Marcin Swiecicki Posei na Seim RP відкрилася виставка Віктора Гурняка. Організаторами виступили: фонд «Відкритий діалог» і Євромайдан Варшави. Подібні фотовиставки авторства тернопільського митця вже побачили в східних теренах України-Лисичанську. А також Естонії та Німеччині.
Виставку Віктора Гурняка та Максима Музики з майже півсотні світлин із лінії фронту і визволених та окупованих міст зі сходу України «Донбас: війна та мир» відкрили 10 грудня 2014 року в Європарламенті.
З 16 по 31 січня 2015 року в Українському Національному Музеї в Чикаго (США) відкрита фотовиставка авторських робіт «Віктор Гурняк: дорога з Майдану».

#### «Від Майдану до Війни»
Фотовиставка «Від Майдану до Війни» експонувалася у Львові та Івано-Франківську.
Тернопіль — третє місто, у якому вона експонується. Діяла від 2 до 13 лютого 2015 року в Українському Домі «Перемога». В експозиції — 35 майданних та воєнних світлин, кілька персональних світлин Віктора із сім'єю. На виставці є також остання світлина з його фотоапарата: машина, на якій він їхав вивозити поранених. Під час відкриття виставки тернополянам представили ще й короткометражний фільм про Віктора Гурняка.
Світлини з відкриття фотовиставки в Тернополі:

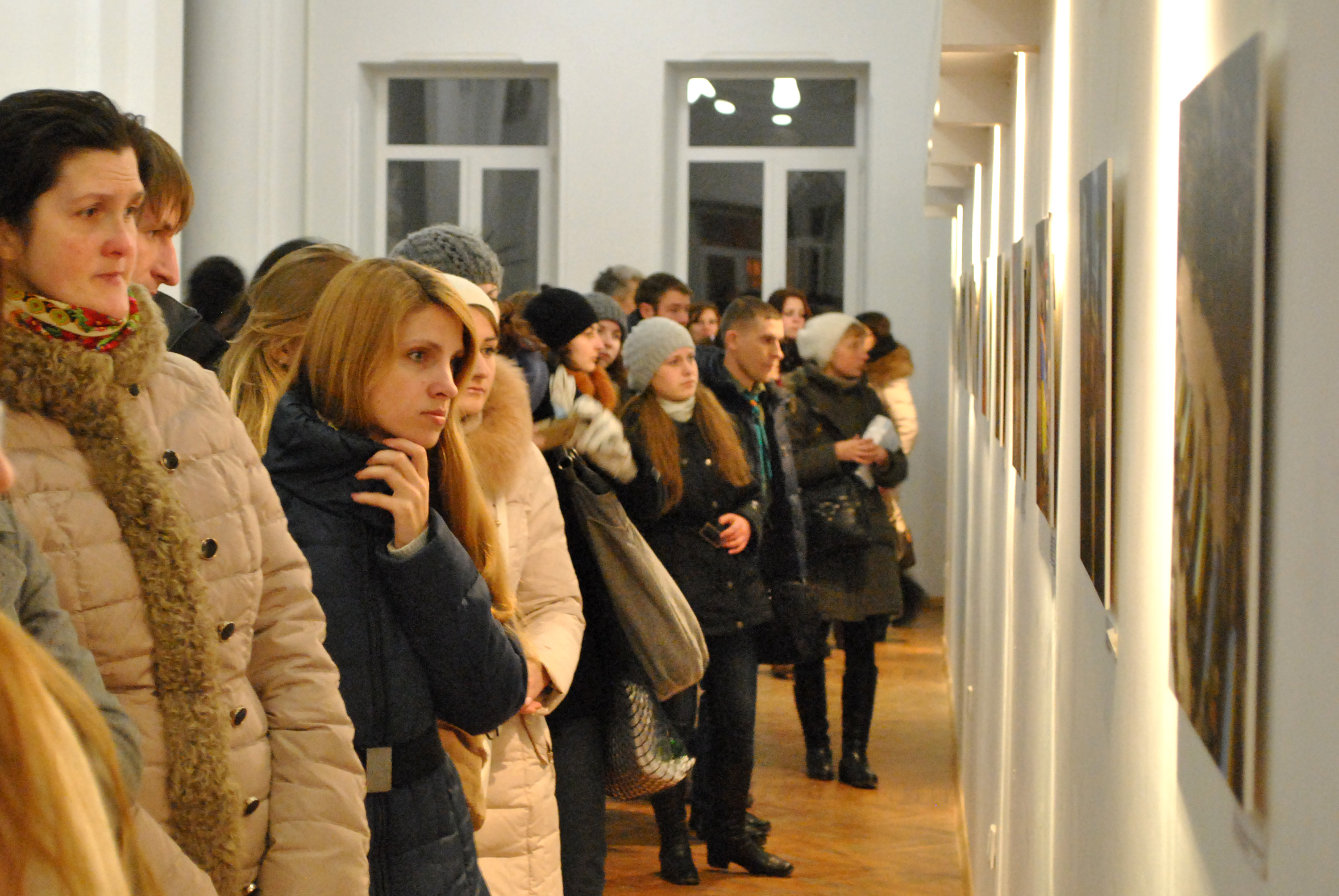
Огляд виставки
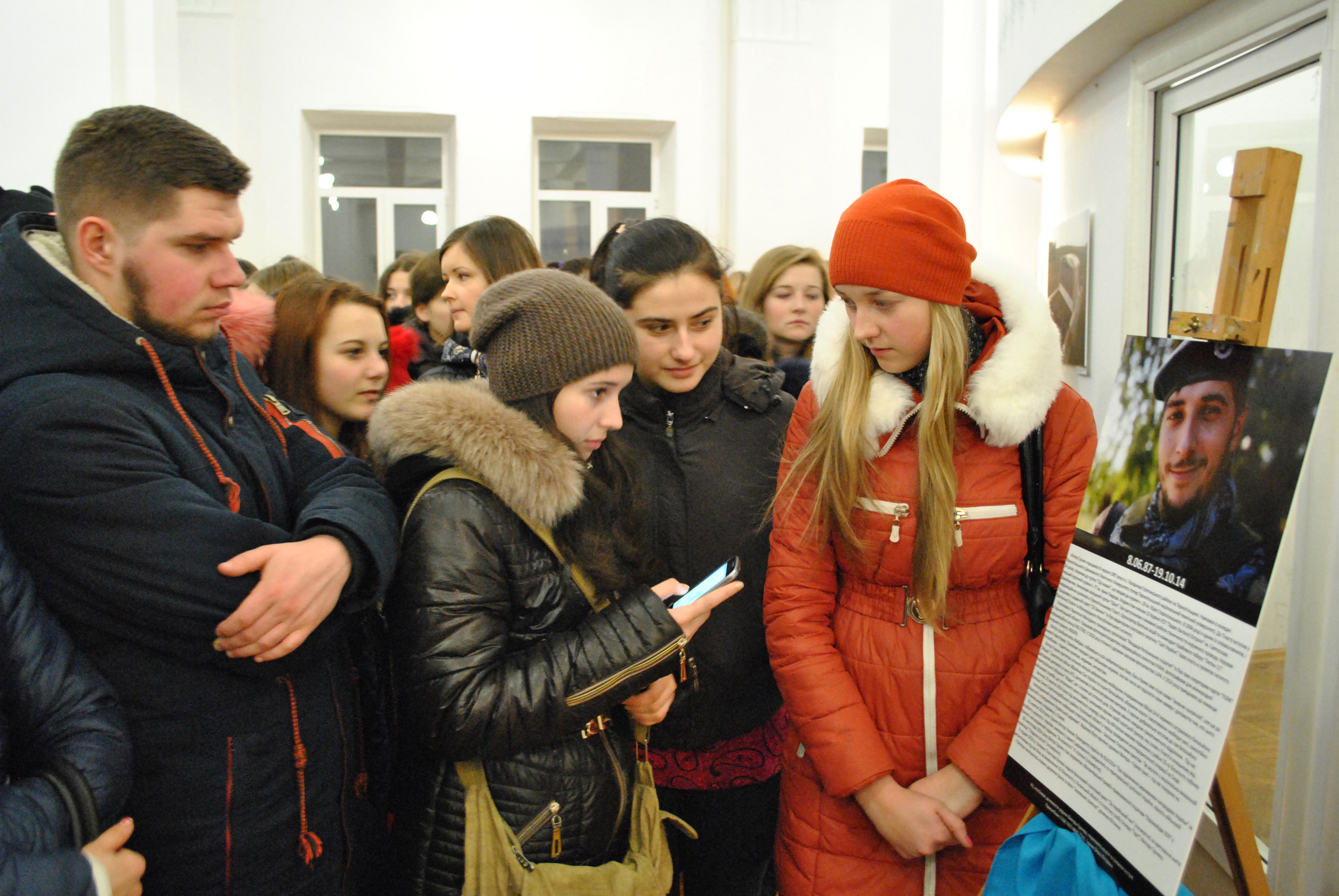
Біля світлини із життєписом
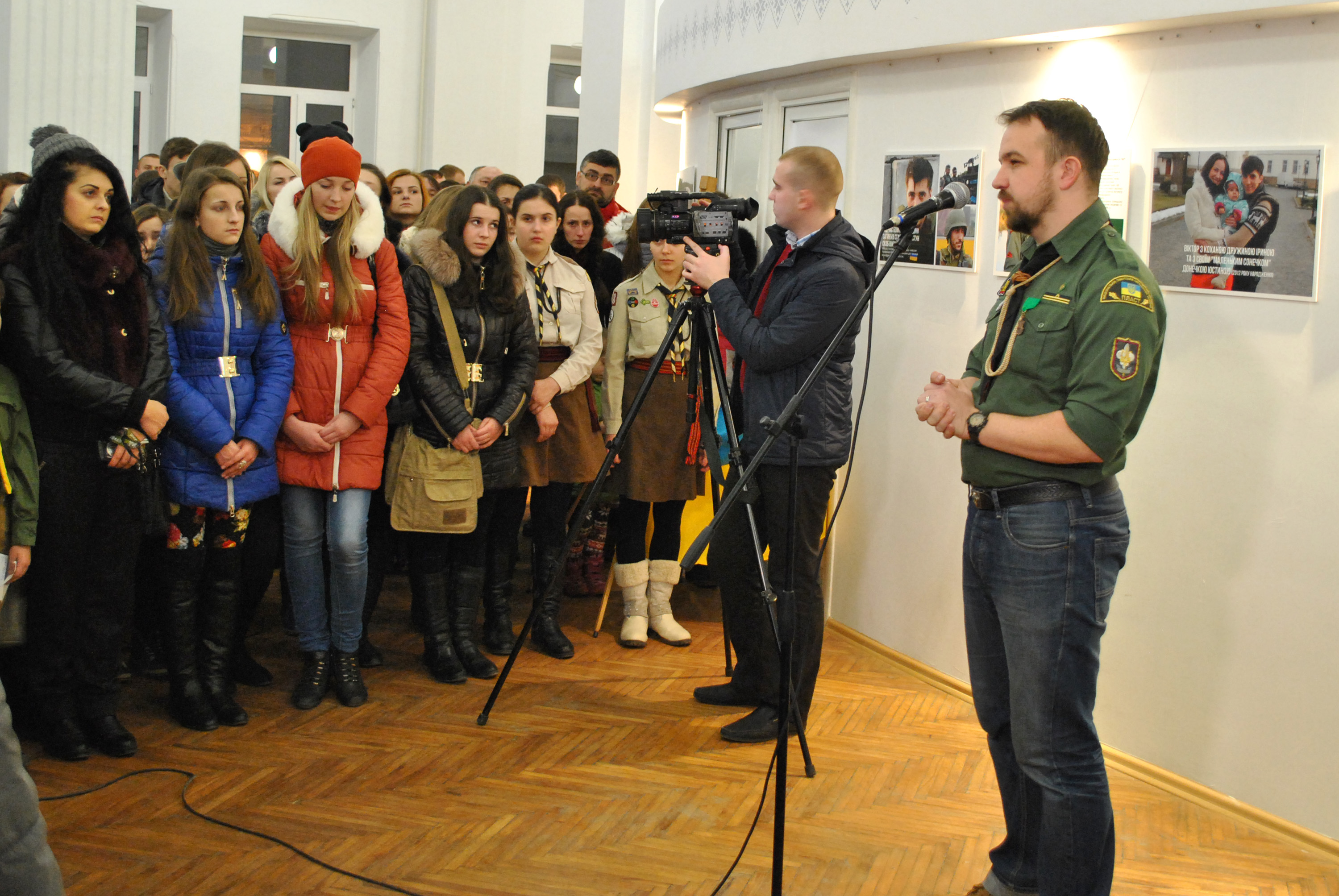
Друг Віктора Назар Зелінка відкриває виставку

18 лютого фотовиставку відкрили у Рівному.
22 квітня фотовиставку відкрили у «Мистецькому арсеналі» в Києві.

## Вшанування пам'яті
Тернопільські пластуни проводять ярмарки власної випічки та виробів, кошти з яких передають родині загиблого товариша.

### Відзнаки
- Звання Герой України з удостоєнням ордена «Золота Зірка» (28 серпня 2021, посмертно) — за особисту мужність і героїзм, виявлені у захисті державного суверенітету та територіальної цілісності України.[13]
- Орден «За мужність» III ст. (31 жовтня 2014, посмертно) — за особисту мужність і героїзм, виявлені у захисті державного суверенітету та територіальної цілісності України, вірність військовій присязі.[14]
- почесний громадянин Тернопільської області (26 серпня 2022, посмертно)[15];
- 30 листопада правозахисна ініціатива «Євромайдан SOS» оголосила результати своєї «Волонтерської премії», відзначивши роботу активістів у 10 номінаціях. Віктор Гурняк став лауреатом у номінації «Людина світла».[16]
- 18 серпня ."Почесний громадянин міста Тернополя" (2015) — за особисту мужність і високий професіоналізм, який виявлений у захисті державного суверенітету та територіальної цілісності України[17].
- Орден «Народний Герой України» 23 червня (2015).
- Віктор Гурняк був нагороджений «Лицарський Хрест Добровольця» (посмертно) 14 березня 2019 р. у м. Львів
- 22 жовтня 2014 р. нагороджений найвищою Пластовою відзнакою-Залізним Пластовим хрестом «За заслуги у Національно-Визвольній боротьбі з утвердження Української держави» посмертно.
- 6 грудня 2014 р. Головна Пластова Булава надала Бронзовий пластовий хрест «За геройський чин» посмертно, за врятування життя десантникам під час бою за визволення 32 блок-посту у Луганській обл.
- 24 серпня 2016 р. нагороджений медаллю ''За участь в бою" посмертно.
- Нагороджений Тернопільською обласною державною адміністрацією медаллю «За Службу Україні» (посмертно).
- 9 жовтня 2019 р.нагороджений вищою громадською бойовою нагородою «Сталевий Хрест Непереможних» (посмертно).

### У скульптурі
3 червня 2015 року на фасаді Технічного коледжу ТНТУ (на вул. Леся Курбаса) встановили й освятили пам'ятну дошку Вікторові Гурняку.

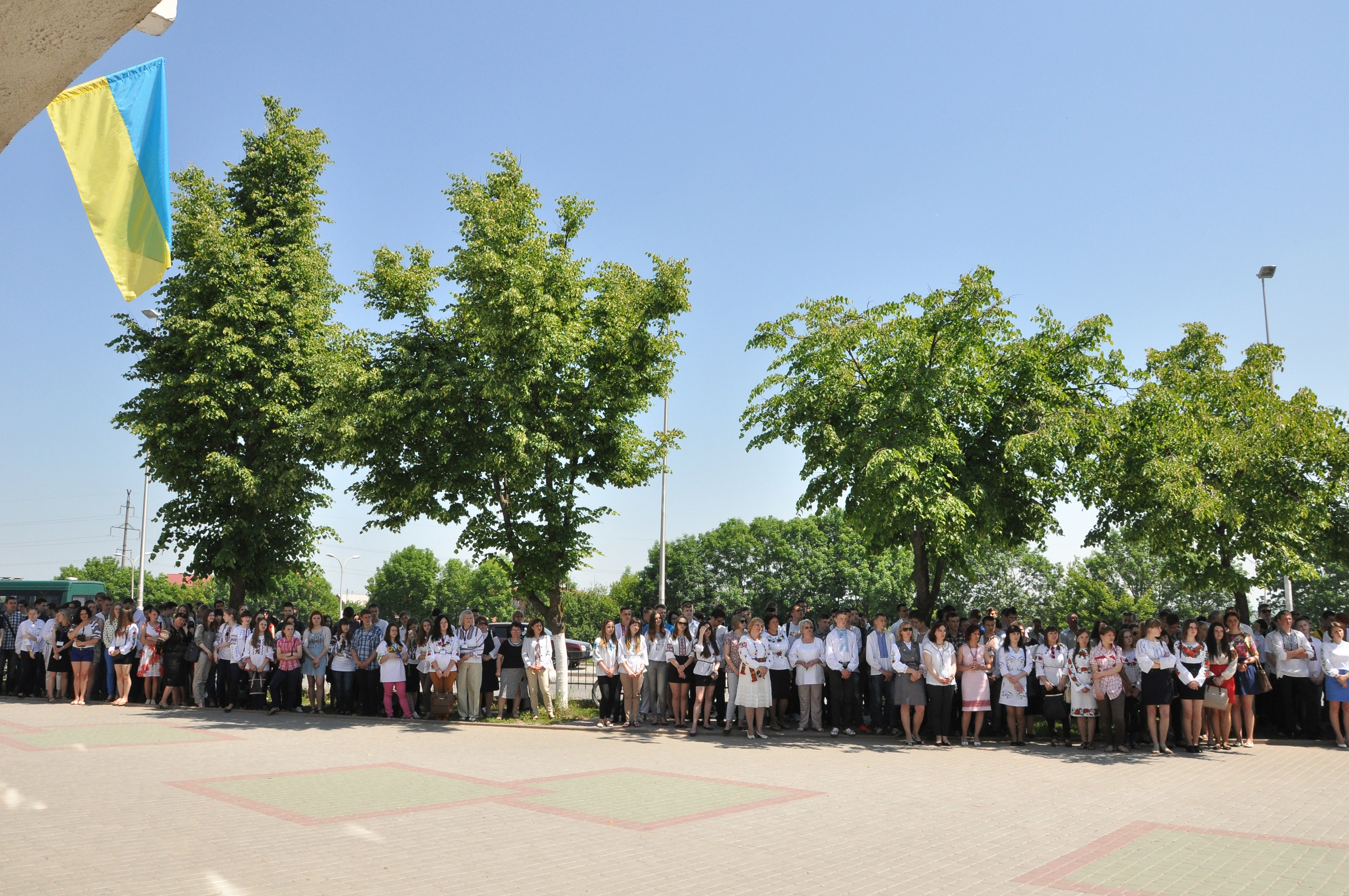
Учасники заходу
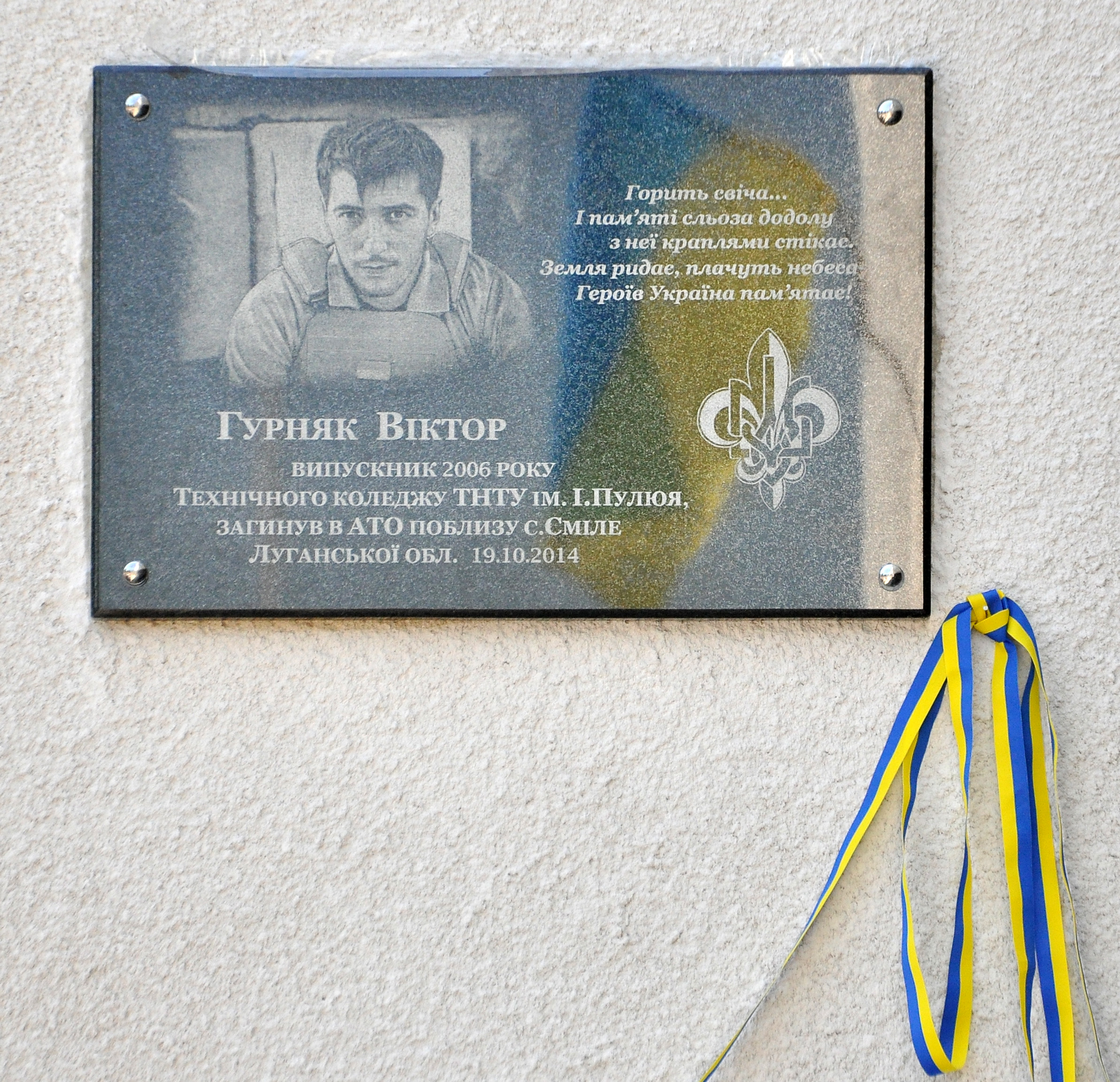
Пам'ятна дошка Вікторові Гурняку
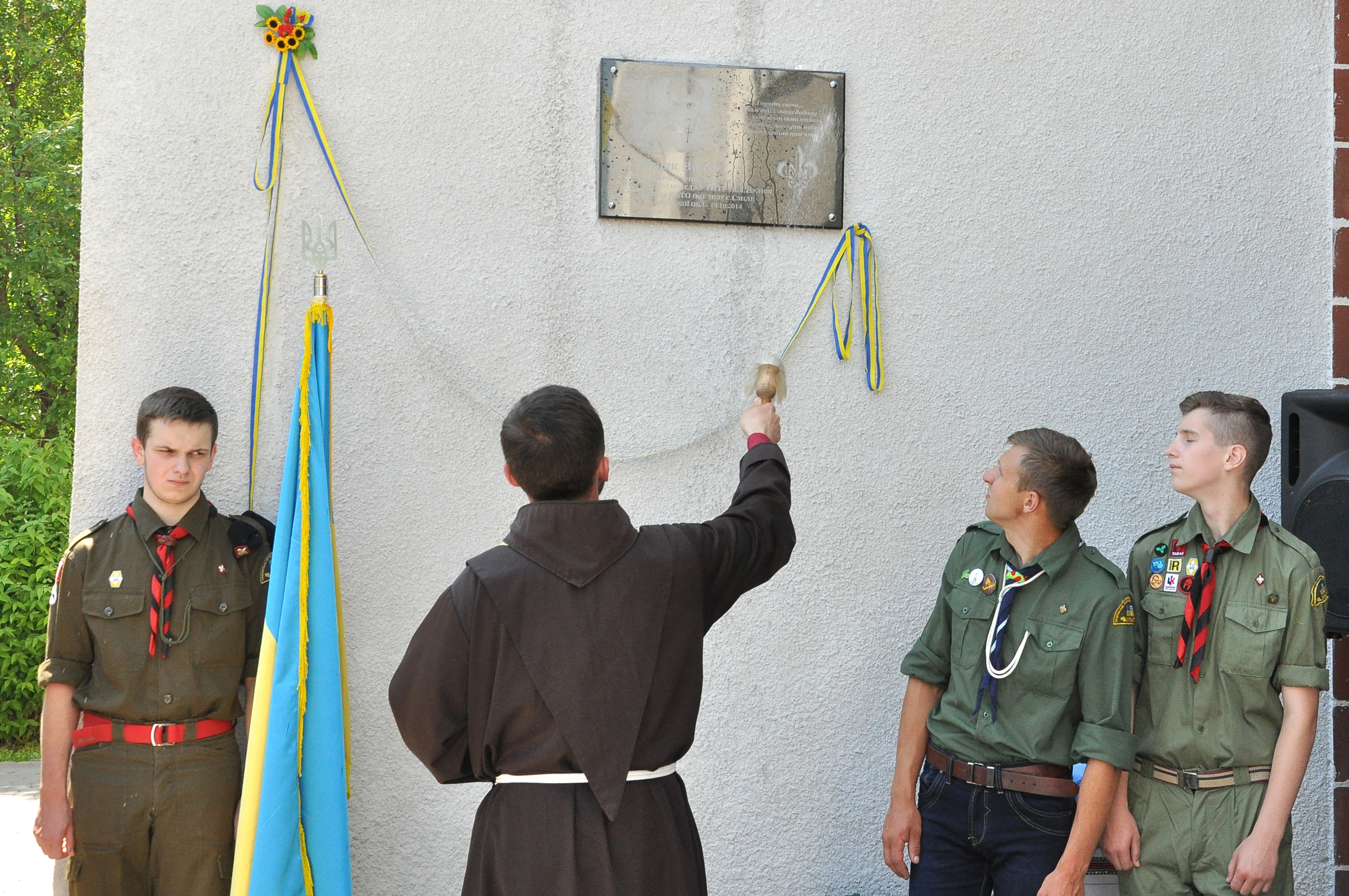
о. Юстиніан освячує пам'ятну дошку

13 жовтня 2015 року пам'ятну дошку Вікторові Гурняку відкрили на фасаді Тернопільської загальноосвітньої школи № 27. Також у школі є куток пам'яті зі світлинами Віктора та інформацію про нього.
24 лютого 2025  року на фасаді домівки Тернопільського Пласту відкрили меморіальні дошки п’ятьом полеглим Героям-пластунам Богдану Сенюку, Сергію Коновалу, Миколі Погорілому, Віктору Гурняку, Віталію Дереху.

### Фільм про Віктора Гурняка
Прем'єра документального фільму про життя Віктора Гурняка відбулася 2 лютого 2015 року під час відкриття виставки «Від Майдану до Війни» в «Українському домі» в Тернополі. У фільмі змонтовано кадри з його особистого архіву, а також відгуки про нього друзів, побратимів з «Айдару» та рідних.
Автор ідеї фільму — Анастасія Станко, оператори — Петро Задорожний, Ростислав Ковальчук, монтаж — Анна Цигима.

### Виставки
19 жовтня 2015 року ві Львові на стіні Музею зброї «Арсенал» фотожурналісти показали свої світлини про війну на Донбасі. Проєкт, який реалізували четверо фотографів — Макс Левін, Джозеф Сивенький, Маркіян Лисейко та Петро Задорожний, присвячений пам'яті Віктора Гурняка.
28 січня 2016 року в Тернопільській бібліотеці № 4 для дорослих відкрили експозицію «Війна в моїй країні», на якій представлені фотороботи з подій Майдану та серія світлин із життя батальйону «Айдар».
21 лютого 2020 року у Чортківській загальноосвітній школі № 5 відкрили фототовиставку «Від Майдану до війни». Спрезентувати роботи свого сина приїхали батьки — Марія та Петро Гурняки.

### Урбаноніми
- Сквер Волонтерів пам'яті Віктора Гурняка в Тернополі